# 芬蘭教堂

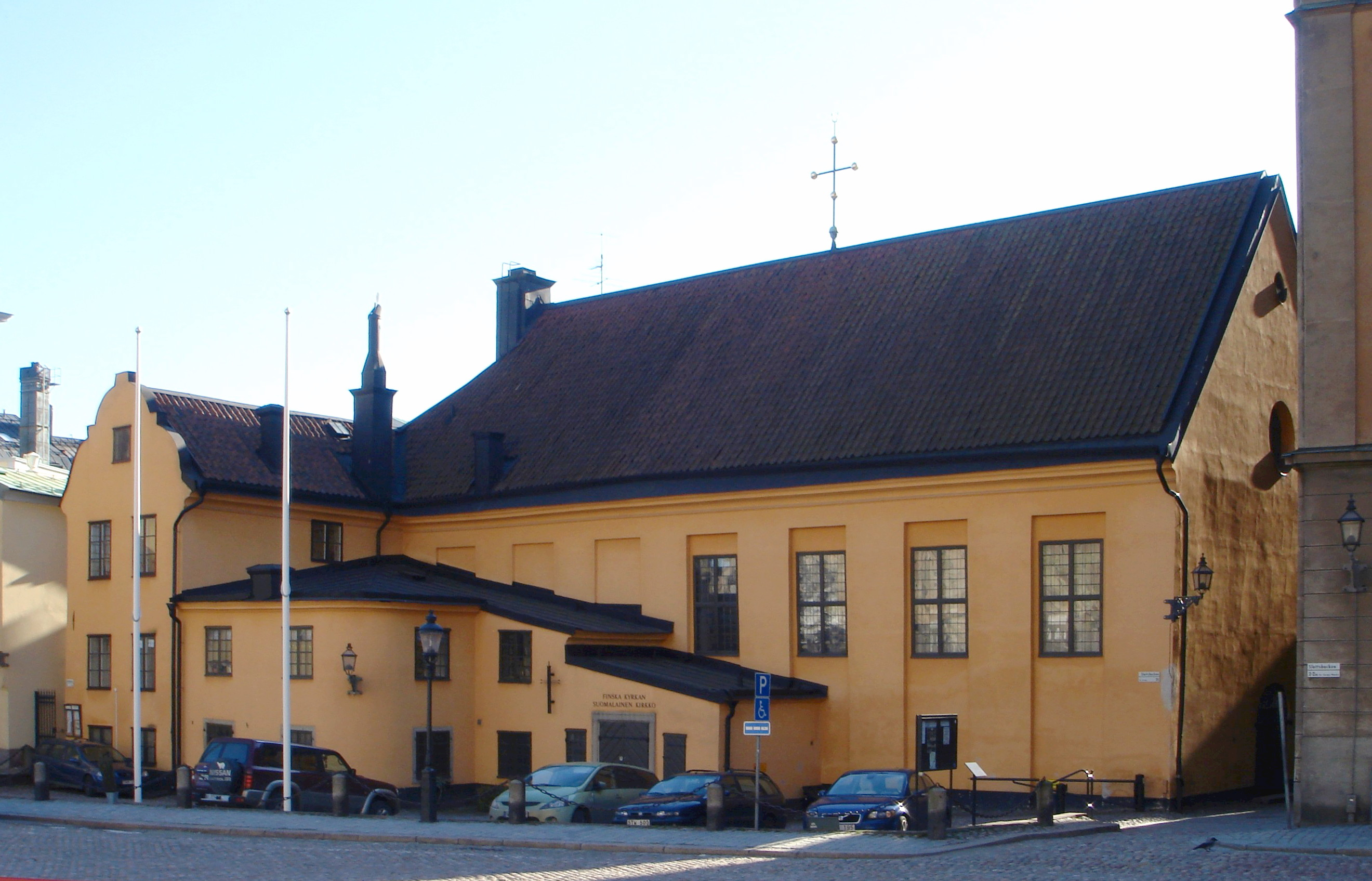

芬蘭教堂（芬蘭語：Suomalainen kirkko）是位於瑞典首都斯德哥爾摩老城的一座教堂，屬於瑞典信義會的斯德哥爾摩芬蘭教區。芬蘭教堂竣工於1725年。